# Blea Tarn (Watendlath)
Der Blea Tarn ist ein Gebirgssee oder Tarn im Lake District, Cumbria, England. Der Blea Tarn liegt oberhalb des Weilers Watendlath und unterhalb des Ullscarf.
Der See hat an seinem südlichen Ende einen Zufluss von der Nordflanke des Ullscarf und am nördlichen Ende ist der Bleatarn Gill sein Abfluss.